# Кеј-Си Риверс
Кеј-Си Риверс (енгл. K. C. Rivers; Шарлот, Северна Каролина, 1. март 1987) амерички је кошаркаш. Игра на позицијама бека и крила.

## Каријера
Риверс је колеџ каријеру провео на универзитету Клемсон од 2005. до 2009. године. Није изабран на НБА драфту 2009. па каријеру почиње у Европи. Први тим му је био италијански друголигаш Латина. Након запажених партија у Латини већ у децембру исте године прелази у Бенетон из Тревиза и са њима проводи остатак сезоне.
Сезону 2010/11. почиње у екипи Шорал Роана, али их напушта у јануару 2011. и враћа се у Италију где потписује за Виртус Болоњу до краја сезоне. Након тога следе две сезоне у Русији где наступа за Локомотиву Кубањ и Химки, да би се за сезону 2013/14. вратио у САД и заиграо у НБА развојној лиги за екипу Рино бигхорнса.
У сезони 2014/15. наступа за Реал Мадрид и са њима осваја прве трофеје у каријери. Освојио је Евролигу, АЦБ лигу, Куп и Суперкуп Шпаније. Сезону 2015/16. почиње у екипи Бајерн Минхена, али се већ у децембру 2015. враћа у Реал и осваја још једно првенство и Куп Шпаније. Од 2016. до 2018. године је био играч Панатинаикоса и са њима је освојио два првенства и један Куп Грчке.
У децембру 2018. године постаје играч италијанске Ређане да би у фебруару 2019. прешао у Црвену звезду. Са црвено-белима остаје до краја сезоне 2018/19. и осваја Јадранску лигу и Суперлигу Србије. У августу 2019. је потписао уговор са шпанским Реал Бетисом. У екипи Бетиса се задржао до 22. новембра 2019. када прелази у Жалгирис. У сезони 2020/21. је био играч Зенита из Санкт Петербурга.

## Успеси

### Клупски
- Реал Мадрид:
  - Евролига (1): 2014/15.
  - Првенство Шпаније (2): 2014/15, 2015/16.
  - Куп Шпаније (2): 2015, 2016.
  - Суперкуп Шпаније (1): 2014.

- Панатинаикос:
  - Првенство Грчке (2): 2016/17, 2017/18.
  - Куп Грчке (1): 2017.

- Црвена звезда:
  - Првенство Србије (1): 2018/19.
  - Јадранска лига (1): 2018/19.

- Жалгирис:
  - Првенство Литваније (1): 2019/20.
  - Куп краља Миндовга (1): 2020.